# Osiedle Fryderyka Chopina (Grodzisk Mazowiecki)
Osiedle Fryderyka Chopina – osiedle zlokalizowane w południowej części miasta Grodzisk Mazowiecki. Graniczy ze wsią Odrano-Wola.

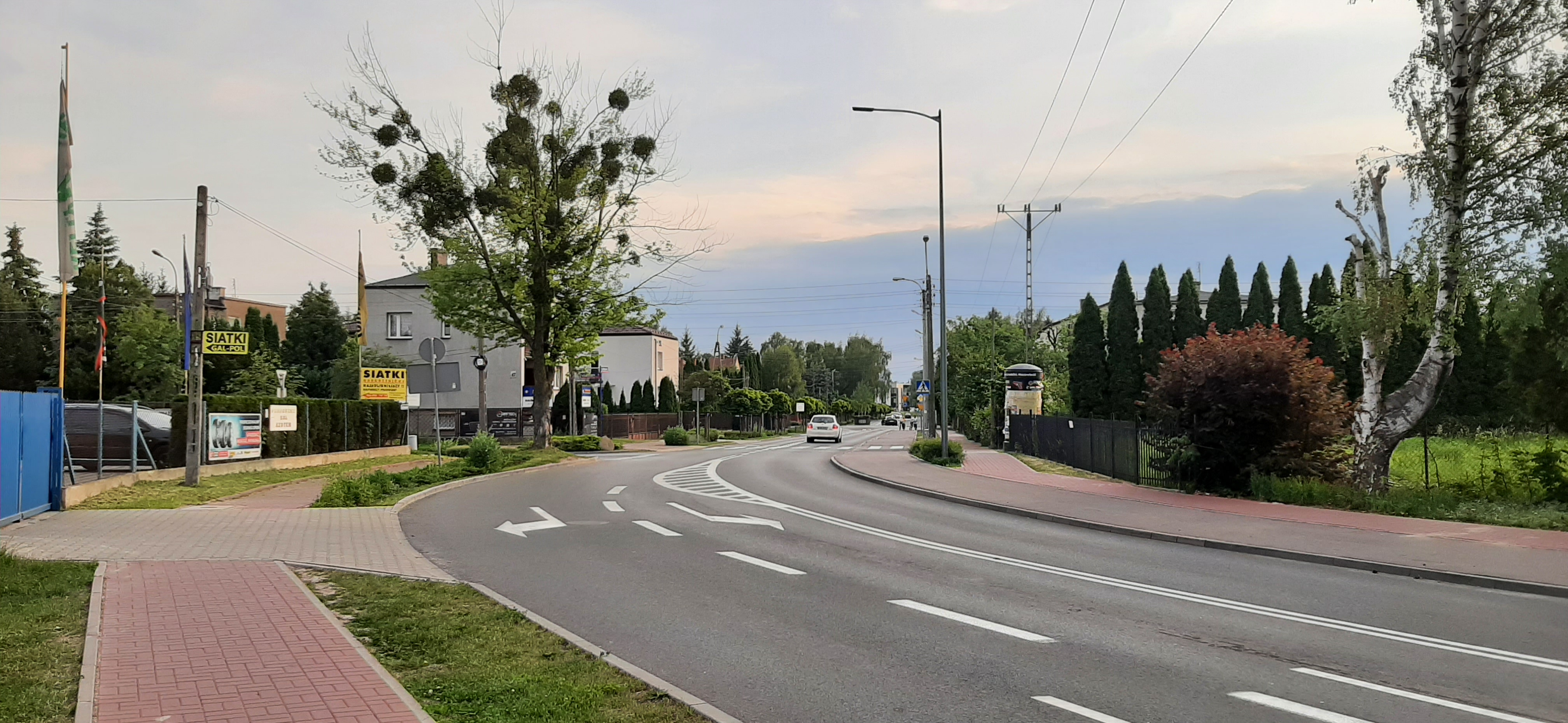
Ulica Warszawska

Składa się głównie z domków jednorodzinnych wybudowanych w czasach PRL.
Ulicami otaczającymi osiedle są ulice Warszawska oraz Nadarzyńska. Innymi ulicami na osiedlu są ulice: Radomska, Olsztyńska, Kielecka, gen. H. Dąbrowskiego, Tarnowska, Robotnicza i Szczęsna. 
W sąsiedztwie Osiedle Fryderyka Chopina przepływa Rokicianka oraz znajdują się Stawy Walczewskiego.